# Karbi (Armenia)
Karbi (en armenio: Կարբի) es una comunidad rural de Armenia ubicada en la provincia de Aragatsotn.
En 2009 tenía 4150 habitantes.
Se conoce la existencia de la localidad desde el siglo XIII. Aquí se halla la iglesia Surp Astvatsatsin de Karbi, una basílica de triple nave del siglo XVII con un campanario del siglo XIV.
Se ubica en la periferia septentrional de la capital provincial Ashtarak, en la salida de la ciudad por la carretera M3 que lleva a Vanadzor.